# هيكتور بيلتران ليفا
هيكتور بيلتران (بالاسبانية:Héctor Beltrán Leyva) (توفي يوم 18 نوفمبر 2018)، هو إمبراطور مخدرات مكسيكي.
ويعد بيلتران ليفا، أحد أربعة أشقاء يتزعمون عصابة لتجارة المخدرات تحمل نفس الاسم وتعد منافسة لعصابة «سينالوا» التي يتزعمها خواكين «إل تشابو» غوزمان.
وكان هيكتور بيلتران ليفا، آخر الأشقاء الذين تزعموا العصابة، قد اعتقل في أكتوبر/تشرين الثاني 2014، وكان يدّعي أنه تاجر أعمال فنية.

## وفاته
توفي يوم 18 نوفمبر 2018 على إثر إصابته بأزمة قلبية في محبسه ونقل إلى مستشفى. وقال مسؤلو السجن إنهم نقلوه من محبسه وسط إجراءات أمنية مشددة إلى مستشفى في مدينة تولوكا القريبة عندما لاحظوا أنه يعاني من آلام في الصدر.

## وصلات خارجية
- (بي بي سي): وفاة هيكتور بيلتران، غريم «ال تشابو» في سجنه بالمكسيك
- (Euronews): وفاة بيلتران ليفا أحد أباطرة تجارة المخدرات في المكسيك
- أزمة قلبية تنهي حياة أحد أباطرة المخدرات في سجنه المكسيكي